# Головна кривина

Сідлова поверхня з нормальними площинами, що містять головні напрямки точки, до якої проведена нормаль

У диференціальній геометрії головні кривини поверхні в точці — це екстремальні значення нормальних кривин у цій точці. Вони вимірюють, наскільки сильно поверхня вигинається в різних напрямках у даній точці.

## Означення
Нехай B та D — матриці першої та другої квадратичних форм поверхні в точці P відповідно, тобто
Головними кривинами поверхні в точці P називаються розв'язки k1, k2 рівняння {\displaystyle \det(B-\lambda D)=0.}
Дотичний вектор {\displaystyle a\neq 0} називається головним напрямком на поверхні в точці P, якщо він задовольняє умові {\displaystyle Ba=\lambda Da,} де {\displaystyle \lambda =k_{1},k_{2}.}

## Властивості
Якщо k1 та k2 співпадають, то будь-який напрямок у відповідній дотичній площині є головним. Інакше головних напрямків буде двоє, причому вони будуть ортогональними.
Нехай {\displaystyle \theta } — кут між деяким дотичним вектором b в точці P та головним напрямком, який відповідає головній кривині k1 в точці P. Тоді для нормальної кривини в P у напрямку b справедлива формула Ейлера
Наслідком з наведеної формули є те, що нормальна кривина поверхні в точці досягає найменшого та найбільшого значень в головних напрямках цієї точки.

## Гауссова та середня кривини
Гауссовою кривиною поверхні в точці називається добуток головних кривин поверхні в цій точці: {\displaystyle K=k_{1}k_{2}.}
Середньою кривиною поверхні в точці називається половина суми головних кривин поверхні в цій точці: {\displaystyle H={\frac {1}{2}}(k_{1}+k_{2}).}
Якщо ці величини відомі, то головні кривини будуть коренями рівняння

## Класифікація точок поверхні
Точка поверхні називається еліптичною, якщо в ній {\displaystyle K>0.} Якщо при цьому {\displaystyle k_{1}=k_{2}\neq 0,} то точка називається омбілічною (або точкою округлення).
Точка поверхні називається гіперболічною, якщо в ній {\displaystyle K<0.}
Точка поверхні називається параболічною, якщо в ній {\displaystyle K=0,} причому {\displaystyle k_{1}^{2}+k_{2}^{2}\neq 0.} Якщо {\displaystyle k_{1}=k_{2}=0,} то точка поверхні називається точкою сплощення.

## Лінія кривини
Крива {\displaystyle \gamma } на поверхні X називається лінією кривини цієї поверхні, якщо головний напрямок на X у кожній точці P кривої {\displaystyle \gamma } є дотичним вектором до {\displaystyle \gamma } в точці P.
Знаходити лінії кривини поверхні X можна за допомогою наступного диференціального рівняння:
де E, F та G — коефіцієнти першої квадратичної форми поверхні X, а L, M та N — коефіцієнти другої квадратичної форми поверхні X.